# Świny (hrad)
Hrad Świny (německy Schweinhausburg) je gotický hrad ve stejnojmenné vesnici na území městsko-vesnické gminy Bolków v okrese Jawor v polském Dolnoslezském vojvodství. Hrad Świny je stejně jako sousední hrad Bolków zapsaný na seznamu nemovitých kulturních památek polského Národního památkového ústavu (Narodowy Institut Dziedzictwa).

## Geografie
Hrad se nachází v nadmořské výšce 360 metrů na návrší nad vesnicí Świny v Kačavském podhůří v Sudetech, při jižní hranici Parku Krajobrazowého Chełmy (Chráněná krajinná oblast Chełmy). Z geologického hlediska je hradní vrch tvořen vulkanickými horninami – křemennými porfyry a tufy. Samotný hrad byl vybudován z temně červených slepenců. Údolím pod hradem protéká potok, který je levostranným přítokem Nysy Szalone.

## Historie
První písemná zmínka o hradu, označeném jako Zvini in Polonia, se objevuje v roce 1108 v Kosmově kronice. V listině papeže Hadriána IV. (okolo 1100– 1159) se hovoří o kastelánském hradu (kastelánii) Zpini. 

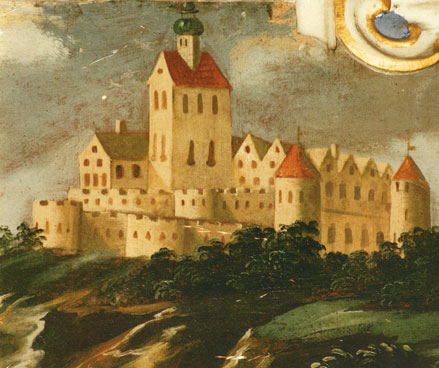
Vyobrazení hradu Świny z r. 1655

Jedná se o nejstarší hrad na území Polska, který nebyl v držení panovníků, nýbrž místních šlechticů. Ve 13. století se objevují jména vlastníků hradu Tader (1230), Jaksa (1242) , Piotr ze Svin (1248) a Jan ze Svin (1272), v roce 1313 pak Piotr de Svyne a v roce 1323 je uváděn Henricus de Swyn. V 70. letech 13. století byla z rozhodnutí Boleslava I. Surového kastelánie ze Świn přenesena na novější hrad Bolków.

Od 13. až do 18. století byl hrad v držení slezského rodu pánů ze Świn (polsky Świnkowie, německy von Schweinichen). V polovině 14. století došlo k rozsáhlé přestavbě hradu, stávající převážně dřevěné opevnění bylo nahrazeno zdmi z lámaného kamene a byla vystavěna centrální čtyřpodlažní obytná a obranná věž. Věž na půdorysu 12 x 18 metrů měla 2,5 metru silné zdi, sedlovou střechu a byla podsklepená.  

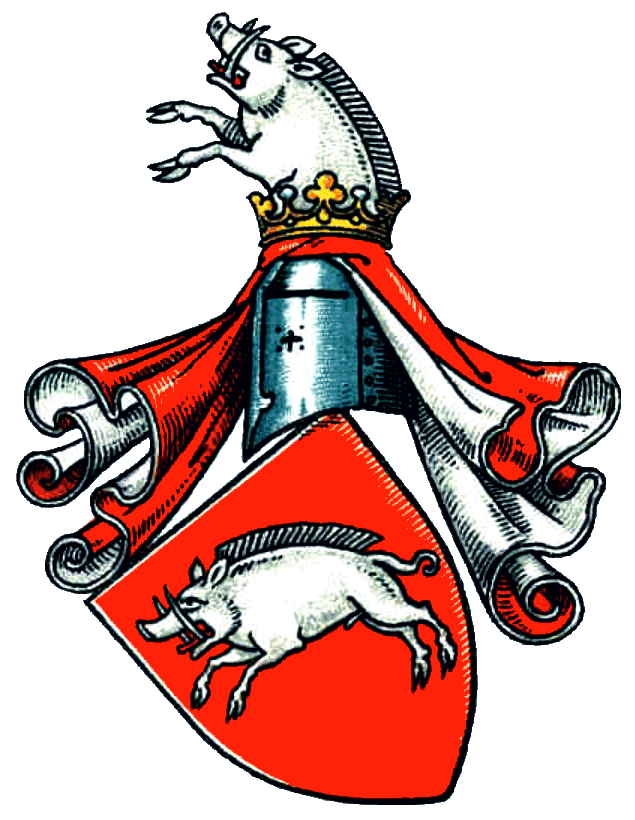
Erb rodu pánů ze Świn

V 15. století Gunzel von Schweinichen nechal k věži přistavět další obytnou budovu a zároveň zesílil a přebudoval hradní opevnění. K poslední velké přestavbě došlo v letech 1614–1660 za Johanna Sigismunda von Schweinichen, který proměnil původně gotický hrad v renesanční sídlo. Johann Sigismund von Schweinichen, který se stýkal s mystiky, alchymisty a rosekruciány, založil na hradě knihovnu, zaměřenou na tento okruh jeho zájmů. V roce 1624 na hradě Świny pobýval německý mystik a filosof Jakob Böhme, který zde napsal jedno ze svých děl, nazvané Poselství žíznivé a hladové duši. Přítomnost Jakoba Böhmeho přilákala na Świny další mystiky, básníky a filosofy, jako byli například Angelus Silesius (vlastním jménem Johannes Scheffler) nebo Abraham von Franckenberg.
Hrad, který v minulosti bez úhony přečkal husitské válečné výpravy i třicetiletou válku, byl zpustošen ruskými vojsky během sedmileté války až v roce 1762. Schweinichenové dali své zpustošené sídlo v roce 1769 do dražby, ve které tento majetek získal pruský státní ministr Jan Jindřich hrabě von Churschwandt. Hrad však zůstal neobydlený a dále chátral. Až do 20. století se zde vystřídalo několik majitelů, z nichž poslední byl v roce 1941 nucen prodat Świny německému státu a Wehrmacht zde zřídil sklad leteckých součástek. Od roku 1991 jsou zříceniny hradu Świny opět v soukromém vlastnictví.

## Pověst o tajné chodbě
V regionu se traduje pověst o tom, že hrady Šwiny a Bolków, vzdálené od sebe vzdušnou čarou zhruba 2,2 km, byly spojeny tajnou podzemní chodbou. 